# Sci alpino agli VIII Giochi olimpici invernali - Discesa libera femminile
La competizione della discesa libera femminile di sci alpino agli VIII Giochi olimpici invernali si è svolta il giorno 20 febbraio 1960 sullo pista KT-22 a Squaw Valley.

## Classifica
| Pos.    | Atleta                   | Paese            | Tempo  |
| ------- | ------------------------ | ---------------- | ------ |
| Oro     | Heidi Biebl              | Germania         | 1'37"6 |
| Argento | Penelope Pitou           | Stati Uniti      | 1'38"6 |
| Bronzo  | Traudl Hecher            | Austria          | 1'38"9 |
| 4       | Pia Riva                 | Italia           | 1'39"9 |
| 5       | Jerta Schir              | Italia           | 1'40"5 |
| 6       | Anneliese Meggl          | Germania         | 1'40"8 |
| 7       | Sonja Sperl              | Germania         | 1'41"0 |
| 8       | Erika Netzer             | Austria          | 1'41"1 |
| 9       | Yvonne Rüegg             | Svizzera         | 1'41"6 |
| 9       | Carla Marchelli          | Italia           | 1'41"6 |
| 11      | Barbara Henneberger      | Germania         | 1'42"4 |
| 12      | Anne Heggtveit           | Canada           | 1'42"9 |
| 12      | Marit Haraldsen          | Norvegia         | 1'42"9 |
| 14      | Thérèse Leduc            | Francia          | 1'44"2 |
| 14      | Jolanda Schir            | Italia           | 1'44"2 |
| 14      | Arlette Grosso           | Francia          | 1'44"2 |
| 17      | Nancy Holland            | Canada           | 1'45"2 |
| 18      | Marguerite Leduc         | Francia          | 1'45"6 |
| 19      | Stalina Korzukhina       | Unione Sovietica | 1'46"5 |
| 20      | Evgenija Sidorova        | Unione Sovietica | 1'46"7 |
| 21      | Joan Hannah              | Stati Uniti      | 1'47"9 |
| 22      | Nancy Greene             | Canada           | 1'48"3 |
| 23      | Lyubov Volkova           | Unione Sovietica | 1'49"2 |
| 24      | Marían Navarro           | Spagna           | 1'49"7 |
| 25      | Josephine Gibbs          | Gran Bretagna    | 1'50"3 |
| 26      | Margrit Gertsch          | Svizzera         | 1'50"4 |
| 27      | Christine Davy           | Australia        | 1'50"6 |
| 28      | Wendy Farrington         | Gran Bretagna    | 1'50"8 |
| 29      | María Cristina Schweizer | Argentina        | 1'51"0 |
| 30      | Liv Christiansen         | Norvegia         | 1'51"2 |
| 31      | Renate Holmes            | Gran Bretagna    | 1'51"9 |
| 32      | Elizabeth Greene         | Canada           | 1'53"3 |
| 33      | Linda Meyers             | Stati Uniti      | 1'53"4 |
| 34      | Cecilia Womersley        | Nuova Zelanda    | 1'59"5 |
| 35      | Liselotte Michel         | Svizzera         | 2'01"0 |
| 36      | Patricia Prain           | Nuova Zelanda    | 2'01"5 |
| 37      | Astrid Sandvik           | Norvegia         | 2'02"9 |
| 38      | Janine Monterrain        | Francia          | 2'03"0 |
| 39      | Josefine Frandl          | Austria          | 2'11"6 |
| -       | Betsy Snite              | Stati Uniti      | Rit.   |
| -       | Herlinde Beutlhauser     | Austria          | Rit.   |
| -       | Annemarie Waser          | Svizzera         | Squal. |